# Durglessit

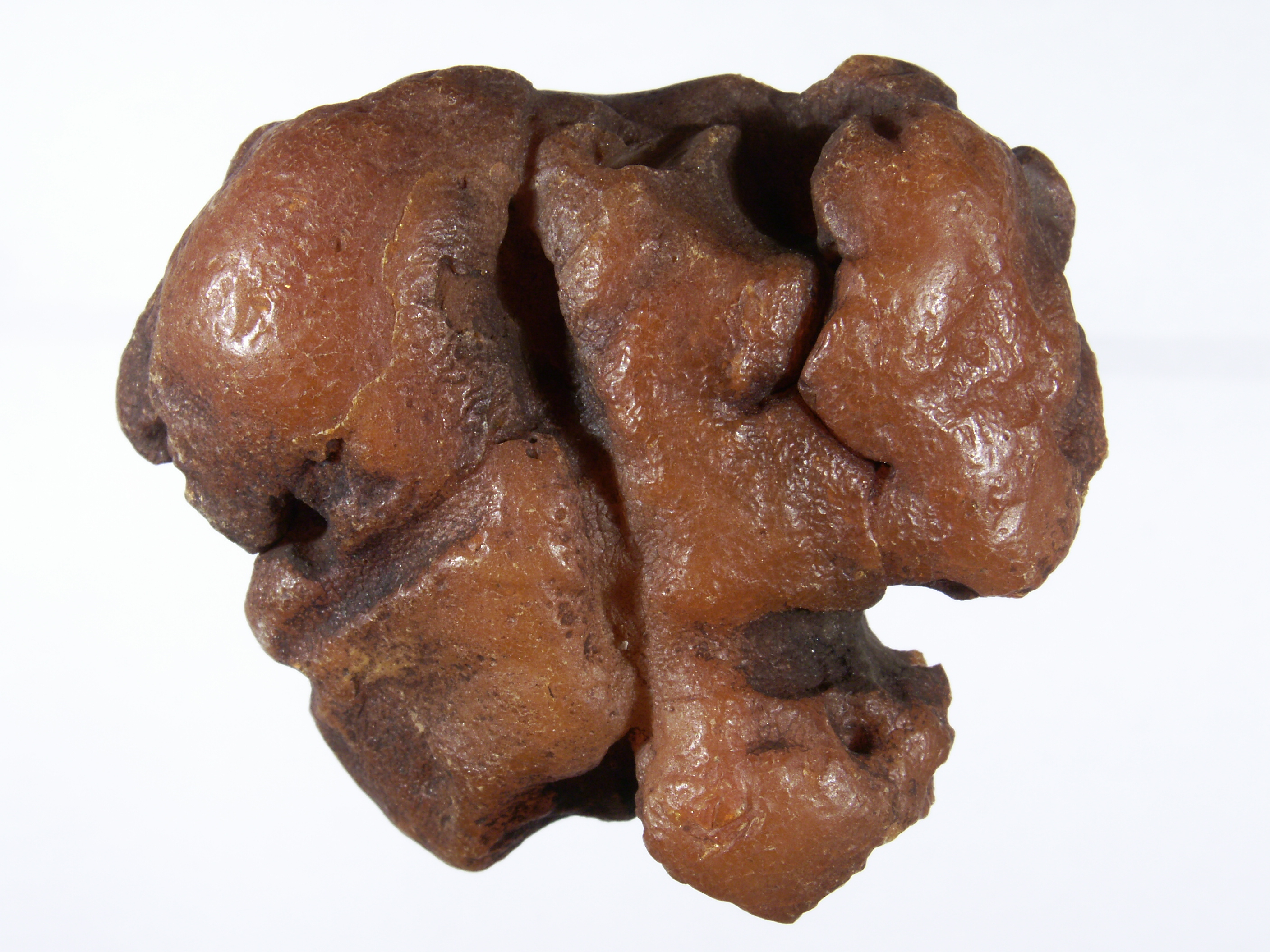
Durglessit Naturform; Größe 48 mm; Sammlung: Naturkundliches Museum Mauritianum Altenburg.

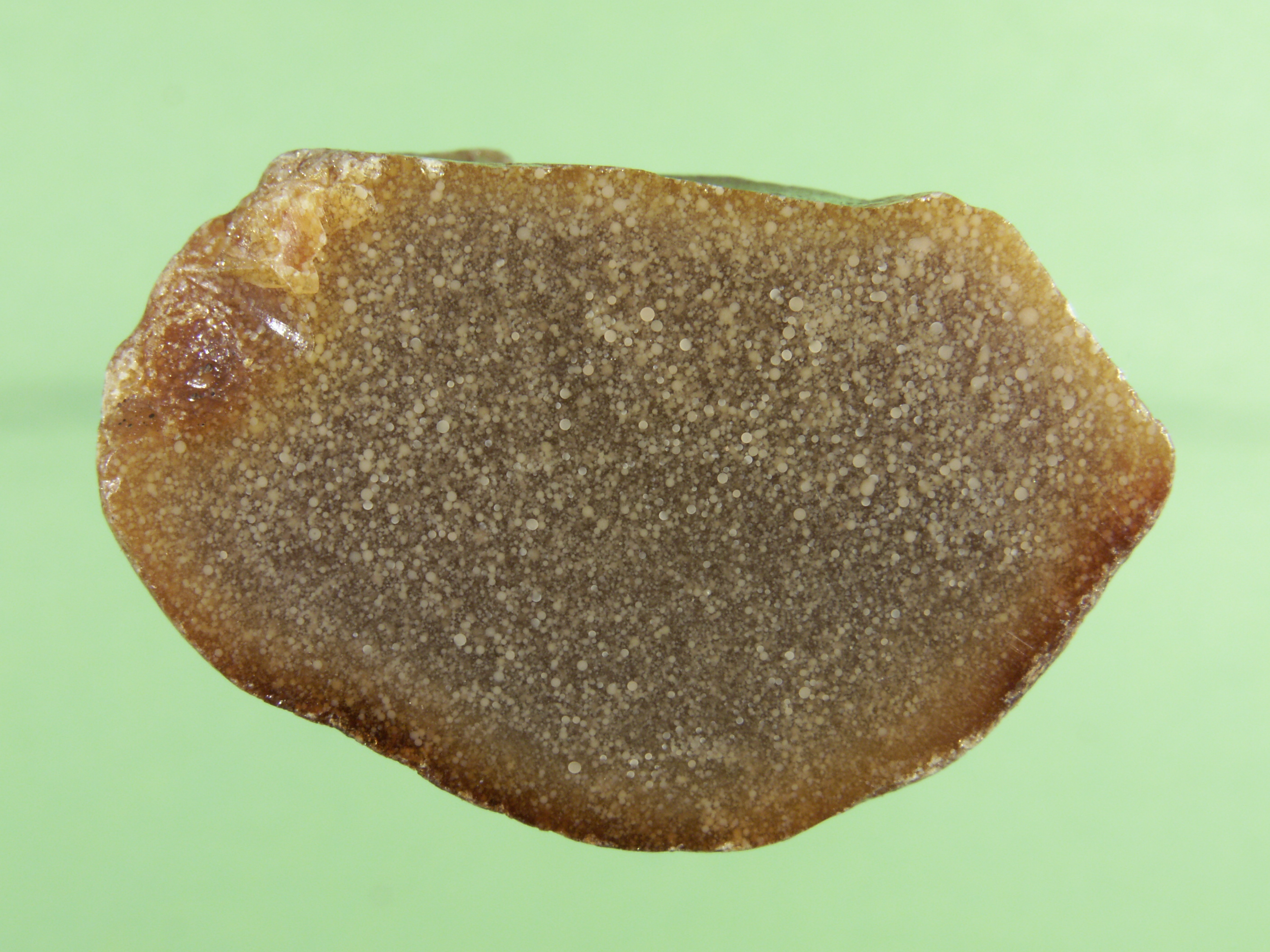
Durglessit Naturform Geröll angeschliffen; Größe: 34 mm; Sammlung: Naturkundliches Museum Mauritianum Altenburg.

Durglessit ist eine Bernsteinart, die im Tagebau Goitsche bei Bitterfeld gefunden wurde. Der bei der Erstbeschreibung dieses fossilen Harzes im Jahre 1986 vergebene Name beruht auf der Ähnlichkeit mit der Bernsteinart Glessit sowie der markant größeren Härte, abgeleitet vom lateinischen Wort durus für „hart“. Der Durglessit gehört zu den selteneren Bernsteinarten, bisher wurden nur 30 Stücke gefunden.
Durglessit gehört nach der sphäroidischen Struktur und dem Infrarotspektrum zur Glessit-Gruppe. Die Härte ist ähnlich wie beim Succinit, er ist deutlich härter als der Glessit. Die Grundmasse ist sphäroidisch und dadurch schwach trüb. Seine Farbe ist rötlichgelbgrau mit grünlichem Stich. Die hellgrauen und kugligen Einsprenglinge sind sehr unterschiedlich groß und häufig mit unscharf aufgelöst erscheinenden Rändern. Die Einsprenglinge sind weicher als die Grundmasse. Die dunkelrötlichbraune bis schwarzbraune Verwitterungsrinde ist meist nur dünn und fest haftend, der äußere Bereich ist zuckerkörnig. Das Ausgangsharz war, wie am oberen Bild gut erkennbar, zähflüssiger oder es ist rascher erstarrt als das des Glessit.
Durch manche Autoren wurde vermutet, dass der Durglessit nur eine „Variante“ des Glessit sei, aber eine stichhaltige Begründung für diese Annahme fehlt.
Die Herkunftspflanze des Durglessit ist noch nicht bekannt, wahrscheinlich gehörte sie auch zur Familie der Balsambaumgewächse (Burseraceae).